# Chacun son tour (jeu télévisé)
Pour les articles homonymes, voir Chacun son tour.
Chacun son tour est un jeu télévisé français, diffusé de façon quotidienne, sur France 2, depuis le 23 août 2021. Il est présenté par Bruno Guillon et est coproduit par  Air Productions et Endemol France.

## Création
Après l'annonce de l'arrêt du jeu Les Z'amours, un nouveau jeu en quotidienne (du lundi au samedi) à 11 h 20  produit par Air Productions et Endemol France est préparé pour le remplacer avec Bruno Guillon à la présentation.

## Principe du jeu

### Introduction
30 candidats constituent le public, chacun d'entre eux s'est vu attribuer un numéro avant le début de l'émission. Une sphère contenant 30 boules numérotées de 1 à 30 est présente au centre du plateau. Au démarrage, Bruno Guillon rajoute une « boule magique » de couleur jaune, sans numéro. À la manière d'une loterie, une boule sort de cette sphère et le candidat associé au numéro sélectionné rejoint le centre du plateau. Un deuxième numéro est tiré et le candidat associé rejoint le premier. Si la boule magique sort, tous les candidats remportent un cadeau. Celle-ci ne peut sortir qu'une seule fois par émission puisque Bruno Guillon ne la remet pas dans la sphère après qu'elle est sortie. Un nouveau tirage est alors effectué pour désigner un candidat.

### Duel
Une fois les deux candidats sélectionnés, un duel de culture générale composé de deux questions chacun est alors lancé. Si l'un des deux candidats a plus de points que son adversaire, celui-ci est déclaré vainqueur et l'autre retourne à sa place dans le public. En cas d'égalité, une question subsidiaire est alors posée. À la fin de l'énoncé, le plus rapide des deux candidats, qui appuie en premier sur le buzzer, répond à la question. Si la réponse est correcte, il est déclaré vainqueur, sinon c'est l'autre candidat qui gagne le duel.
Le candidat déclaré vainqueur se présente alors devant un billard japonais, variante de la bagatelle, et dispose de trois lancers pour envoyer une balle en mousse dans un des 14 trous correspondant chacun à un gain (100-500 euros dans sa cagnotte personnelle ou un cadeau), une « extra balle » pour la manche finale, ou un échec (trou « dommage »). Si la balle arrive dans un trou qui correspond à un gain, le candidat peut choisir entre l'empocher ou retenter sa chance au lancer. Les trous « cadeau » sont associés à des cadeaux de valeur très différentes et leur nature est inconnue du candidat avant qu'il ne fasse son choix, ajoutant un élément de stratégie et de prise de risque. Le candidat retourne ensuite à son pupitre et affronte un nouvel adversaire tiré au sort et le cycle se répète jusqu'au quatrième et dernier duel appelé la « dernière ligne droite ».

### Finale
Lors du dernier duel du jeu, le candidat gagnant se présente devant le billard japonais classique, puis, une fois qu'un gain a été éventuellement remporté, le billard japonais se retourne pour passer de 14 à un seul trou central.
Le candidat dispose alors d'un seul lancer (ou deux dans le cas où il a remporté précédemment l'extra balle) pour rentrer la balle dans le trou. Si le candidat y parvient, il décroche la cagnotte et quitte définitivement le jeu, permettant à un nouveau candidat de le remplacer. La cagnotte d'un montant minimum de 1 000 € augmente chaque jour de 500 € jusqu'à ce qu'elle soit remportée.

### Particularité
C'est un jeu où les gagnants partent et où les perdants restent. C'est cette particularité qui fait que Magali (reine de cœur Normandie 2019), candidate depuis le premier jour (23 août 2021) est restée présente jusqu'au 14 mars 2024, quittant le jeu après 697 émissions,. Depuis le 2 décembre 2022, elle détenait le record mondial de présence dans une émission de jeu télévisé,.

### Tournage
Chaque session de tournage s'étale sur cinq jours, à raison de 12 émissions enregistrées par jour de tournage, et permet d'assurer 10 semaines de diffusion du jeu.

## Prime-time spécial «Restos du cœur»
Le 26 février 2022, l'émission est en prime-time pour une spéciale, avec une trentaine de personnalités qui s'affrontent en duel au profit des restos du cœur. Cette émission spéciale a réuni 1,46 million de téléspectateurs, soit 8 % de part de marché.

## Accueil

### Diffusion
Le jeu est diffusé du lundi au vendredi sur France 2, à partir du 23 août 2021, entre 11 h 20 et 11 h 50.
Depuis le 22 août 2022 à la suite de l'arrêt du jeu d'Alex Goude Y'a pas d'erreur ?, le jeu est désormais diffusé du lundi au samedi à 11 h 20[réf. nécessaire].

### Audiences
Lors des deux premiers mois de diffusion le jeu réunit en moyenne 719 000 téléspectateurs pour une part d'audience de 17,3 %.
Le 15 février 2023, le site Pure Media titre : « Audiences : Bruno Guillon s'offre un nouveau record historique avec « Chacun son tour » sur France 2 » et une audience de 1,15 million de fidèles, selon Médiamétrie.
Le 12 octobre 2023, le jeu enregistre une audience de 1,11 million de personnes, soit 28,4 % de part de marché sur les quatre ans et plus.
Le 12 janvier 2024, record battu avec une audience de 1,3 million de téléspectateurs, soit 26,2 % de part de marché sur les quatre ans et plus.

## Version étrangère
Le format télévisé a été exporté en Espagne, en 2022, sous le titre Te ha tocado, diffusé sur la chaîne La 1 et présenté par Raúl Gómez,. Faute d'audience, l'émission s'arrête après quelques semaines d'existence.